# Genzano di Roma
Genzano di Roma é uma comuna italiana da região do Lácio, província de Roma, com cerca de 21.654 habitantes. Estende-se por uma área de 18 km², tendo uma densidade populacional de 1203 hab/km². Faz fronteira com Arícia, Lanúvio, Nemi, Velletri.

## Demografia
| Variação demográfica do município entre 1861 e 2011                               |
|                                                                                   |
| Fonte: Istituto Nazionale di Statistica (ISTAT) - Elaboração gráfica da Wikipedia |